# إيما هاك
إيما هاك (بالإنجليزية: Emma Hack)‏ هي فنانة أسترالية، ولدت في 1972.